# Метрика Пуанкаре
Метрика Пуанкаре на гиперболической римановой поверхности — согласованная с комплексной структурой метрика постоянной отрицательной кривизны на ней. На единичном гиперболическом диске D задаётся формулой
{\displaystyle ds^{2}={\frac {|dz|^{2}}{(1-|z|^{2})^{2}}}.}
На любую другую поверхность S, универсальной накрывающей над которой является диск, метрика Пуанкаре корректно спускается факторизацией, поскольку метрика на диске инвариантна относительно его автоморфизмов.

## Свойства
Метрика Пуанкаре инвариантна относительно автоморфизмов римановой поверхности, и (как утверждает теорема Шварца-Пика) не увеличивается  произвольным голоморфным отображением.